# Saint-Longis
Saint-Longis é uma comuna francesa na região administrativa do País do Loire, no departamento de Sarthe. Estende-se por uma área de 11.22 km². Em 2010 a comuna tinha 509 habitantes (densidade: 45,4 hab./km²).